# 前243年
| 千纪： | 前1千纪 |
| 世纪： | 前4世纪 \| 前3世纪 \| 前2世纪                                                                                         |
| 年代： | 前270年代 \| 前260年代 \| 前250年代 \| 前240年代 \| 前230年代 \| 前220年代 \| 前210年代                               |
| 年份： | 前248年 \| 前247年 \| 前246年 \| 前245年 \| 前244年 \| 前243年 \| 前242年 \| 前241年 \| 前240年 \| 前239年 \| 前238年 |
| 纪年： | 齊王建二十二年 趙悼襄王二年 魏安僖王三十四年 韓桓惠王三十年 秦王政四年 楚考烈王二十年 衛元君九年 燕王喜十二年         |

## 大事记
- 春，秦蒙驁伐魏，取暘、有詭。三月，軍罷。
- 秦質子歸自趙；趙太子出歸國。
- 七月，秦國蝗，疫。令百姓納粟千石，拜爵一級。
- 魏安釐王薨，子魏景湣王增立。
- 趙悼襄王以李牧為將，伐燕，取武遂、方城。

## 逝世
- 魏安釐王
- 信陵君魏无忌, 战国四公子之一